# TýTý pro osobnost televizního zpravodajství
TýTý pro osobnost televizního zpravodajství je jedna z kategorií cen TýTý, ve které jsou oceňováni moderátoři a moderátorky televizního zpravodajství. Cena v této kategorie se uděluje od samého začátku udělování cen. Do roku 2004 nesla kategorie název Moderátor zpravodajských pořadů.
Nejvíc cen v této kategorii vlastní Pavel Zuna, zvítězil celkem šestkrát.

## Ocenění

### Moderátor zpravodajských pořadů
Jména jsou vypsána v pořadí, ve kterém skončili v diváckém hlasování.
| Rok  | Jméno             | Stanice        |
| ---- | ----------------- | -------------- |
| 1991 | Pavel Dumbrovský  | ČST            |
| 1991 | Eva Jurinová      | ČST            |
| 1991 | Petr Studenovský  | ČST            |
| 1991 | Mirka Všetečková  | ČST            |
| 1991 | Ota Černý         | ČST            |
| 1992 | Mirka Všetečková  | ČST            |
| 1992 | Pavel Dumbrovský  | ČST            |
| 1992 | Zuzana Bubílková  | ČST            |
| 1992 | Petra Pyšová      | ČST            |
| 1992 | Jiří Janeček      | ČST            |
| 1993 | Mirka Všetečková  | Česká televize |
| 1993 | Pavel Dumbrovský  | Česká televize |
| 1993 | Pavel Zuna        | Česká televize |
| 1993 | Jiří Janeček      | Česká televize |
| 1993 | Milan Šíma        | Česká televize |
| 1994 | Martin Severa     | Nova           |
| 1994 | Mirka Všetečková  | Česká televize |
| 1994 | Eva Jurinová      | Nova           |
| 1994 | Pavel Zuna        | Česká televize |
| 1994 | Martina Kociánová | Nova           |
| 1995 | Martin Severa     | Nova           |
| 1995 | Jolana Voldánová  | Česká televize |
| 1995 | Eva Jurinová      | Nova           |
| 1995 | Pavel Zuna        | Česká televize |
| 1995 | Martina Kociánová | Nova           |
| 1996 | Martin Severa     | Nova           |
| 1996 | Eva Jurinová      | Nova           |
| 1996 | Jolana Voldánová  | Česká televize |
| 1996 | Pavel Zuna        | Česká televize |
| 1996 | Zbyněk Merunka    | Nova           |
| 1997 | Martin Severa     | Nova           |
| 1997 | Jolana Voldánová  | Česká televize |
| 1997 | Eva Jurinová      | Nova           |
| 1997 | Pavel Zuna        | Česká televize |
| 1997 | Zbyněk Merunka    | Nova           |
| 1998 | Jolana Voldánová  | Česká televize |
| 1998 | Martin Severa     | Nova           |
| 1998 | Eva Jurinová      | Nova           |
| 1998 | Zbyněk Merunka    | Nova           |
| 1998 | Marcela Augustová | Česká televize |
| 1999 | Pavel Zuna        | Nova           |
| 1999 | Marcela Augustová | Česká televize |
| 1999 | Mirka Čejková     | Nova           |
| 1999 | Martina Kociánová | Prima          |
| 1999 | Bohumil Klepetko  | Česká televize |
| 2000 | Pavel Zuna        | Nova           |
| 2000 | Jolana Voldánová  | Česká televize |
| 2000 | Mirka Čejková     | Nova           |
| 2000 | Marcela Augustová | Česká televize |
| 2000 | Karel Voříšek     | Nova           |
| 2001 | Pavel Zuna        | Nova           |
| 2001 | Mirka Čejková     | Nova           |
| 2001 | Jolana Voldánová  | Česká televize |
| 2001 | Karel Voříšek     | Nova           |
| 2001 | Marcela Augustová | Česká televize |
| 2002 | Pavel Zuna        | Nova           |
| 2002 | Jolana Voldánová  | Česká televize |
| 2002 | Mirka Čejková     | Nova           |
| 2002 | Marcela Augustová | Česká televize |
| 2002 | Lucie Borhyová    | Nova           |
| 2003 | Pavel Zuna        | Nova           |
| 2003 | Jolana Voldánová  | Česká televize |
| 2003 | Marcela Augustová | Česká televize |
| 2003 | Lucie Borhyová    | Nova           |
| 2003 | Karel Voříšek     | Nova           |
| 2004 | Pavel Zuna        | Nova           |
| 2004 | Jolana Voldánová  | Česká televize |
| 2004 | Marcela Augustová | Česká televize |
| 2004 | Karel Voříšek     | Nova           |
| 2004 | Rey Koranteng     | Nova           |

### Osobnost televizního zpravodajství
Jména jsou uvedena v náhodném pořadí. Pokud jsou známé i ostatní pořadí v diváckém hlasování, jsou uvedené za jménem v závorce.
| Rok  | Jméno                     | Stanice        |
| ---- | ------------------------- | -------------- |
| 2005 | Jolana Voldánová          | Česká televize |
| 2005 | Pavel Zuna (2.)           | Nova           |
| 2005 | Pavla Charvátová (3.)     | Nova           |
| 2005 | Lucie Borhyová (4.)       | Nova           |
| 2005 | Rey Koranteng (5.)        | Nova           |
| 2006 | Jolana Voldánová          | Česká televize |
| 2006 | Karel Voříšek (2.)        | Nova           |
| 2006 | Lucie Borhyová (3.)       | Nova           |
| 2006 | Rey Koranteng (4.)        | Nova           |
| 2006 | Markéta Fialová (5.)      | Nova           |
| 2007 | Karel Voříšek             | Nova           |
| 2007 | Lucie Borhyová (2.)       | Nova           |
| 2007 | Jolana Voldánová (3.)     | Česká televize |
| 2007 | Rey Koranteng (4.)        | Nova           |
| 2007 | Markéta Fialová (5.)      | Nova           |
| 2008 | Karel Voříšek             | Nova           |
| 2008 | Markéta Fialová (2.)      | Nova           |
| 2008 | Jolana Voldánová (3.)     | Česká televize |
| 2008 | Rey Koranteng             | Nova           |
| 2008 | Lucie Borhyová            | Nova           |
| 2009 | Karel Voříšek             | Nova           |
| 2009 | Markéta Fialová           | Nova           |
| 2009 | Jolana Voldánová          | Česká televize |
| 2009 | Rey Koranteng             | Nova           |
| 2009 | Lucie Borhyová            | Nova           |
| 2010 | Jolana Voldánová          | Česká televize |
| 2010 | Karel Voříšek (2.)        | Nova           |
| 2010 | Markéta Fialová (3.)      | Nova           |
| 2010 | Rey Koranteng (4.)        | Nova           |
| 2010 | Lucie Borhyová (5.)       | Nova           |
| 2011 | Lucie Borhyová            | Nova           |
| 2011 | Jolana Voldánová (2.)     | Česká televize |
| 2011 | Karel Voříšek (3.)        | Nova           |
| 2011 | Rey Koranteng             | Nova           |
| 2011 | Markéta Fialová           | Nova           |
| 2012 | Lucie Borhyová            | Nova           |
| 2012 | Markéta Fialová (2.)      | Nova           |
| 2012 | Jolana Voldánová (3.)     | Česká televize |
| 2012 | Marcela Augustová         | Česká televize |
| 2012 | Rey Koranteng             | Nova           |
| 2013 | Karel Voříšek             | Prima          |
| 2013 | Lucie Borhyová (2.)       | Nova           |
| 2013 | Marcela Augustová (3.)    | Česká televize |
| 2013 | Jolana Voldánová          | Česká televize |
| 2013 | Jakub Železný             | Česká televize |
| 2014 | Karel Voříšek             | Prima          |
| 2014 | Marcela Augustová (2.)    | Česká televize |
| 2014 | Daniela Písařovicová (3.) | Česká televize |
| 2014 | Aneta Savarová            | Česká televize |
| 2014 | Jakub Železný             | Česká televize |

## Počet cen dle stanice
- Nova – 15
- Česká televize – 7 (z toho 2 ČST)
- Prima – 2

## Počet cen dle oceněných
6 cen
- Pavel Zuna

5 cen
- Karel Voříšek

4 ceny
- Jolana Voldánová
- Martin Severa

2 ceny
- Lucie Borhyová
- Mirka Všetečková

1 cena
- Pavel Dumbrovský